# Brijesnica Gornja
Brijesnica Gornja – wieś w Bośni i Hercegowinie, w Federacji Bośni i Hercegowiny, w kantonie tuzlańskim, w gminie Lukavac. W 2013 roku pozostawała niezamieszkana.